# 西牛角胡同
39°54′42″N 116°22′32″E / 39.911569°N 116.3756026°E
西牛角胡同，是位于北京市西城区中部的一条胡同。

## 简介
西牛角胡同为南北走向，南到堂子胡同，北到太仆寺街。全长100米，平均宽度不到2米，最窄处不到1米。清朝称牛角胡同，又称牛椅角胡同，因为胡同的形状而得名。1911年之后改称西牛角胡同，与东牛角胡同相对而名。如今其位于广州大厦西侧。